# Bliny

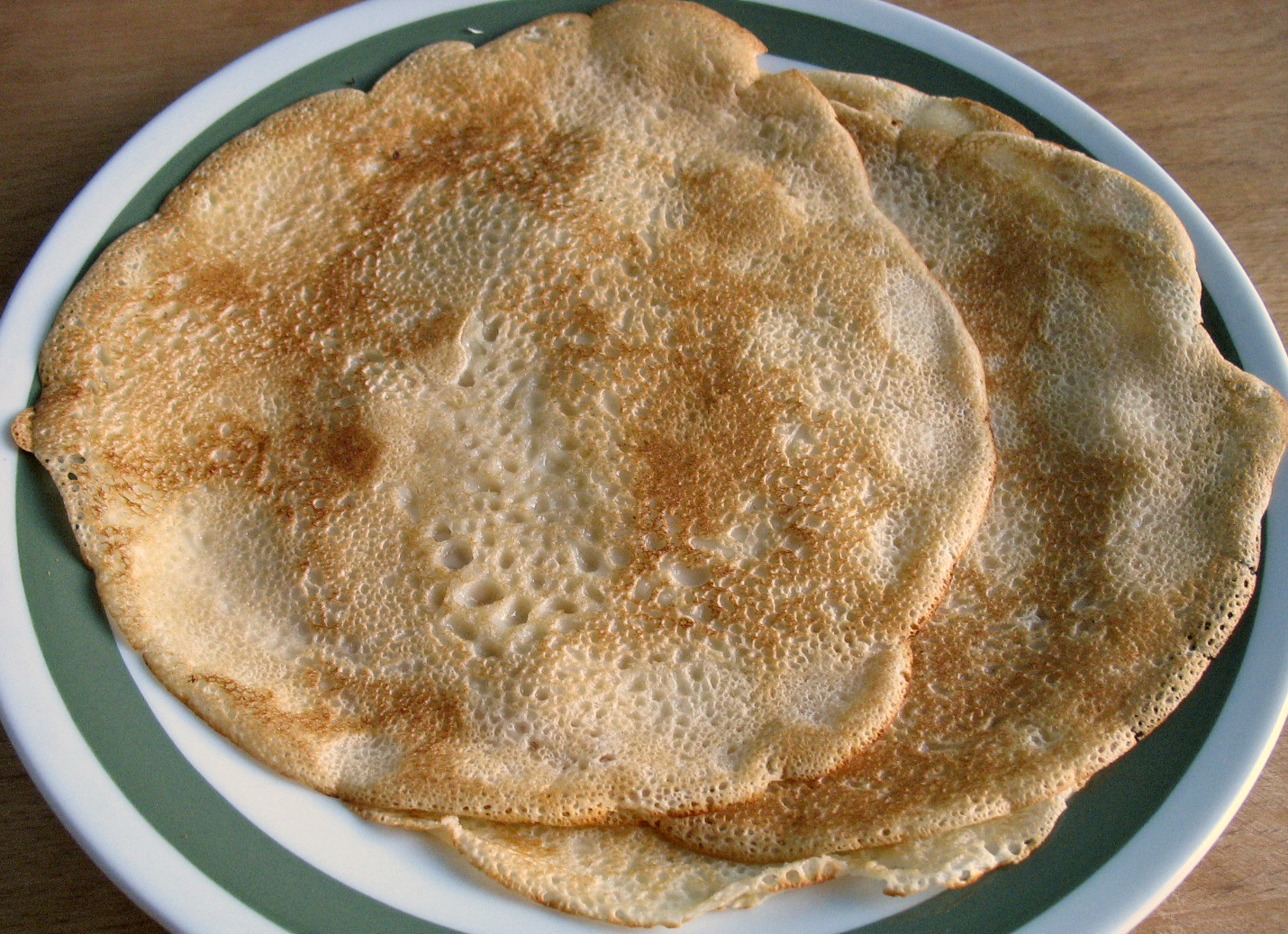
Bliny

Bliny, młynci (ukr. млинці, młynci; biał. бліны́, bliny; ros. блины, bliny) – tradycyjne danie kuchni rosyjskiej, ukraińskiej i białoruskiej. Zgodnie z tradycją spożywane w tygodniu ostatkowym zwanym Maslenicą, przed wielkim postem, współcześnie również w innych porach roku, bez kontekstu religijnego.
Bliny mają symboliczne znaczenie w tradycjach kultury ruskiej. Są podawane zarówno matkom po porodzie, jak i na stypach. W Rosji istniał również zwyczaj wystawiania na parapety blinów dla pielgrzymów i ludzi ubogich.
Bliny to drożdżowe naleśniki z ciasta z mąki gryczano-pszennej lub gryczano-żytniej. Istnieje też jednak wiele domowych receptur przyrządzania ciasta na bliny – z różnych rodzajów mąki, z dodatkiem kasz lub kefiru. Podawane są na wiele sposobów, od prostych – bez dodatków lub z gotowaną rybą, po eleganckie – ze śmietaną lub roztopionym masłem, kawałkami łososia, wędzonego jesiotra, solonym i marynowanym śledziem, rybnymi sałatkami, marynowanymi grzybami, kawiorem, tartym serem, krojonym jajkiem, rybnymi pastami i sosami. Bliny można również podawać na słodko, z konfiturami. 
Ciasto drożdżowe powinno być nalewane cienką warstwą na rozgrzaną patelnię tak, aby w ostatniej chwili uwolniły się ostatnie bańki CO2. Warunkiem podstawowym jest, aby w momencie podania były ciepłe i wilgotne, gdyż szybko tężeją i stają się kruche (tym szybciej, im więcej w nich ubogiej w gluten mąki gryczanej).

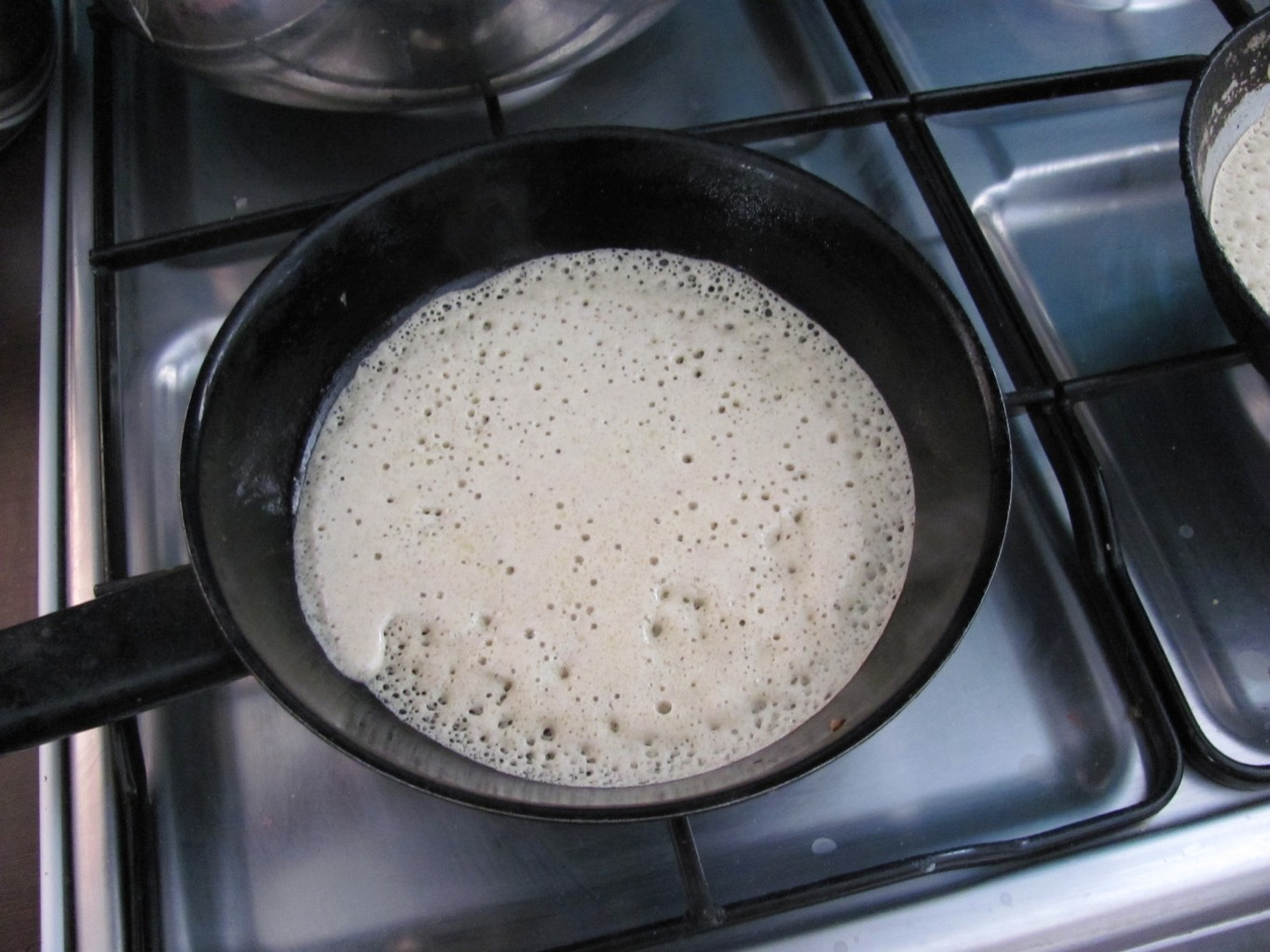
Blin podczas smażenia na patelni
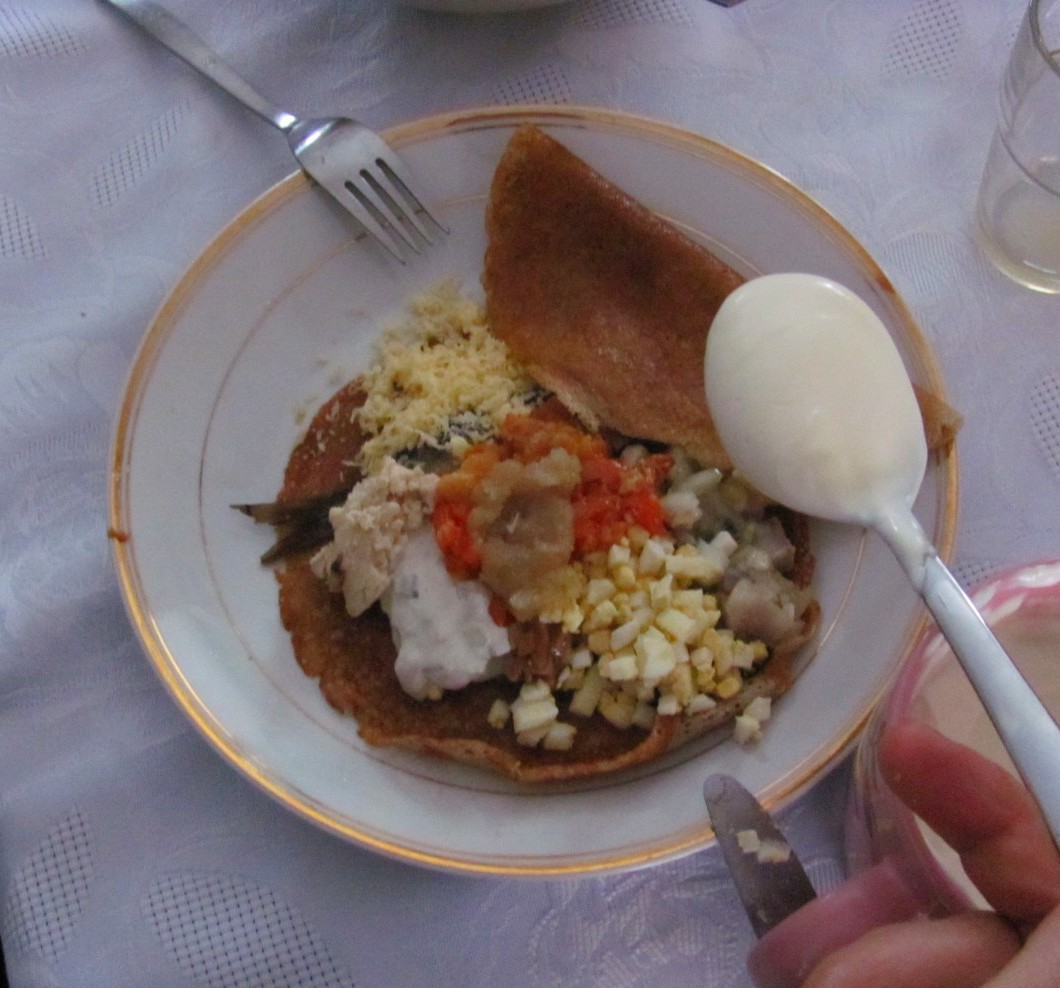
Blin z mozaiką dodatków (głównie rybnych)
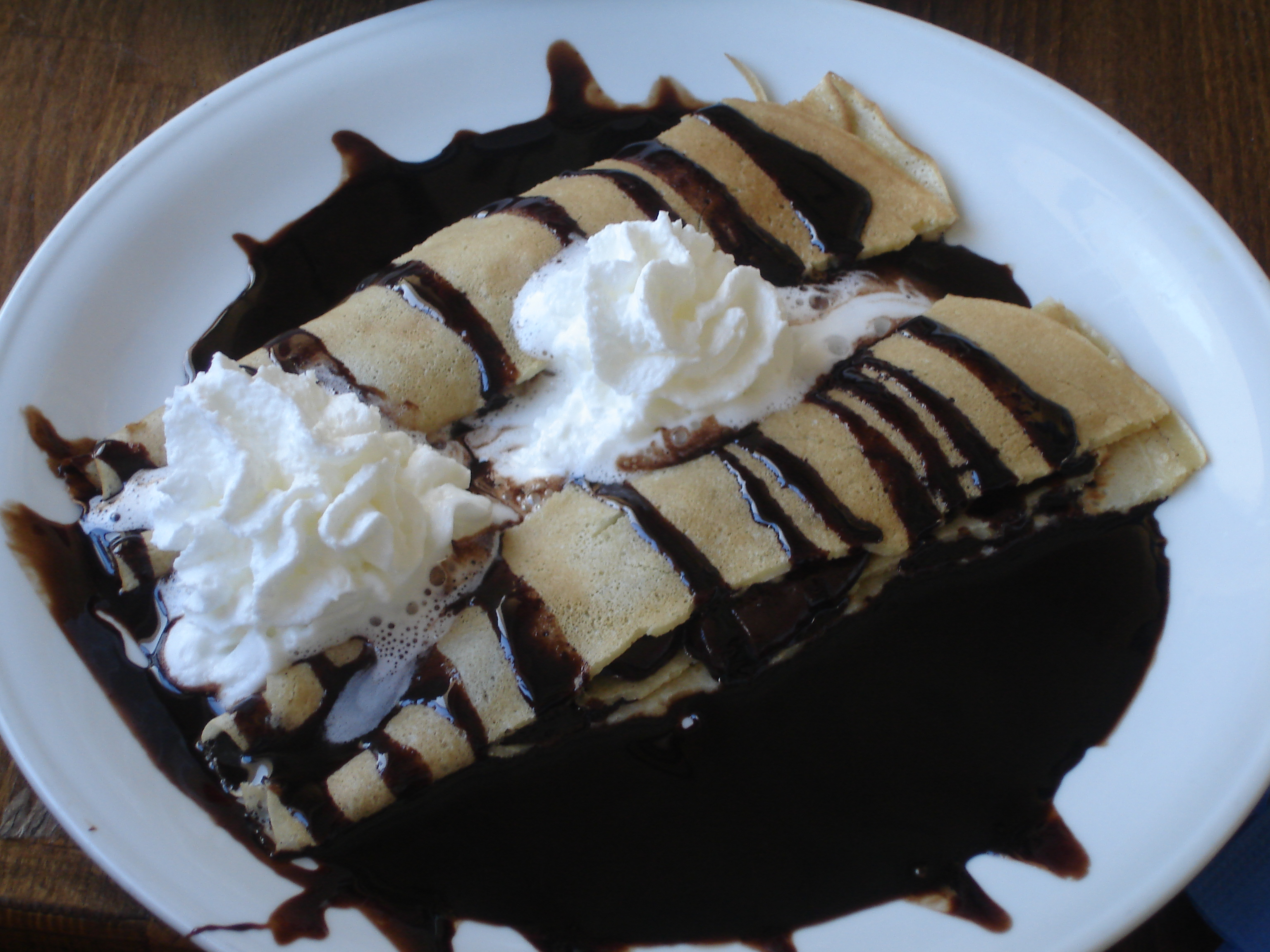
Bliny pszenne na słodko